# Heini Klopfer Skivliegschans

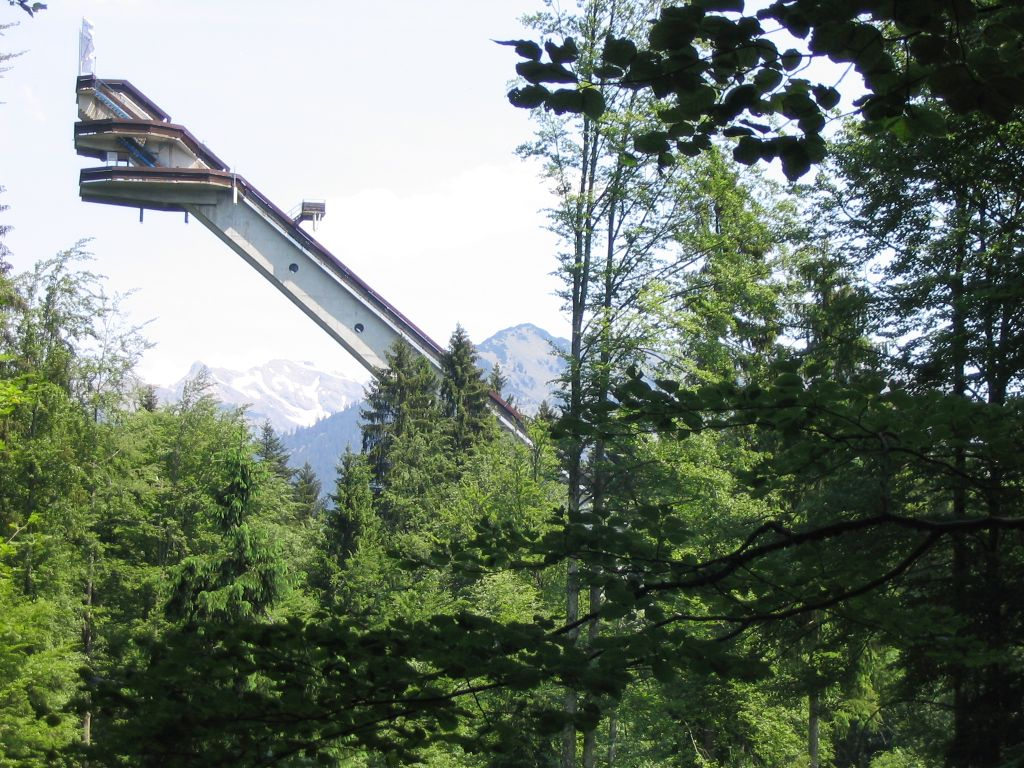
Zijaanzicht van de toren

De Heini Klopfer Skivliegschans (Duits: Heini Klopfer Skiflugschanze) is een skivliegschans in de Beierse plaats Oberstdorf.
De springtoren wordt vanwege de vrijhangende spanbetonconstructie door de inwoners van Oberstdorf "schiefer Turm von Oberstdorf" genoemd. Ook is de schans bekend onder de naam "Zeigefinger Gottes" (de wijsvinger van God). In de toren bevinden zich opwarm- en wasruimtes, toiletten, een kiosk en een personenlift voor 12 personen. Het uitzichtsplatform boven in de toren biedt plaats aan honderd personen.
Tot op de dag van vandaag geldt de architectonisch waardevolle schans, die uitsluitend ter hoogte van de afsprongtafel met 14 ankers in de berg wordt verankerd als een statisch meesterwerk der bouwkunst. De toren is een ontwerp van de uit Oberstdorf afkomstige architect Claus-Peter Horle.

## Geschiedenis
De eerste (houten) skivliegschans ontstond op deze plek in 1950, volgens een ontwerp van architect Heini Klopfer, die ook de eerste afdaling van de schans maakte, en welke naam de schans draagt. De huidige aanlooptoren ontstond in 1973, en werd in verband met ontwikkelingen van het skivliegen in de loop der jaren meerdere malen gemoderniseerd. In 2016 werd begonnen met een totale renovatie van het complex, waarbij de toren werd verhoogd, het aanloopspoor van de modernste vriestechniek werd voorzien en de afsprong van de schans zeven meter achteruit werd verplaatst en een halve meter werd verhoogd. De toren werd echter steiler gemaakt, tot een hellingspercentage van 39%. Door deze aanpassingen werd het calculatiepunt van de schans verplaatst van 185 meter naar 200 meter en ging het kritische punt van 213 meter naar 225 meter. Het geheel vernieuwde complex werd officieel geopend bij een kwalificatie voor wereldbekerwedstrijden op 2 februari 2017, met een sprong van 184 meter door de plaatselijke springer Karl Geiger.

## Technische gegevens
- Totale hoogte (vanaf het uitloopterrein tot de top van de toren): 207 m
- Torenhoogte: 72 m
- Materiaal: vrij uithangende spanbeton constructie in voorgespannen beton.
- Aanlooplengte: 113 m
- C-Punt: 200 m (calculatiepunt; lengte van de afspringschans tot het begin van de radius)
- optimale afsprongsnelheid: 106 km/h
- Landingssnelheid: 130 km/h
- Afsprongschans lengte: 260m
- Afsprongschans hoogte: 132m
- Schansrecord: 238 m – Andreas Wellinger (GER) tijdens de wereldbekerwedstrijden in 2017

## Ontwikkeling van het schansrecord

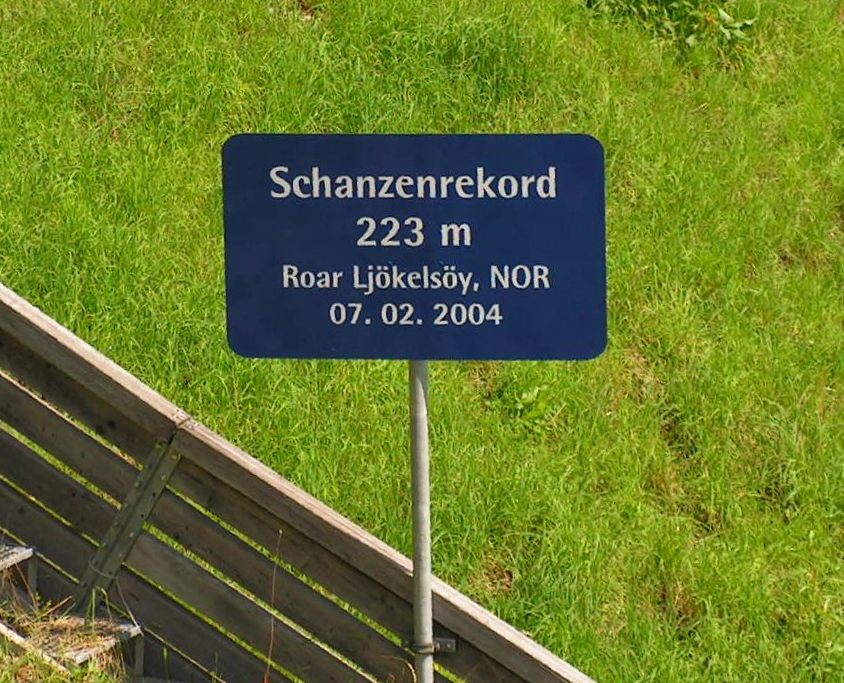
Markering van een voormalig schansenrecord

| Jaar       | Naam                  | Lengte |
| ---------- | --------------------- | ------ |
| 28.02.1950 | AUT Willi Gantschnigg | 124m   |
| 02.03.1950 | GER Sepp Weiler       | 127m   |
| 03.03.1950 | SWE Dan Netzell       | 135m   |
| 02.03.1951 | FIN Tauno Luiro       | 139m   |
| 24.02.1961 | YUG Jozef Slibar      | 141m   |
| 15.02.1964 | TCH Dalibor Moteljek  | 142m   |
| 16.02.1964 | ITA Nolo Zandanel     | 144m   |
| 10.02.1967 | NOR Lars Grini        | 147m   |
| 10.02.1967 | SWE Kjell Sjöberg     | 148m   |
| 11.02.1967 | NOR Lars Grini        | 150m   |
| 08.03.1973 | AUT Walter Schwabl    | 151m   |
| 08.03.1973 | AUT Rudi Wanner       | 158m   |
| 08.03.1973 | GDR Heinz Wosipiwo    | 161m   |
| 08.03.1973 | AUT Walter Schwabl    | 162m   |

| Jaar       | Naam                   | Lengte |
| ---------- | ---------------------- | ------ |
| 09.03.1973 | GDR Heinz Wosipiwo     | 169m   |
| 04.03.1976 | NOR Geir-Ove Berg      | 173m   |
| 05.03.1976 | AUT Anton Innauer      | 174m   |
| 05.03.1976 | GDR Falko Weißpflog    | 174m   |
| 07.03.1976 | AUT Anton Innauer      | 176m   |
| 26.02.1981 | AUT Armin Kogler       | 180m   |
| 16.03.1984 | FIN Matti Nykänen      | 182m   |
| 17.03.1984 | FIN Matti Nykänen      | 185m   |
| 24.01.1992 | AUT Andreas Felder     | 188m   |
| 23.02.1995 | FRA Nicolas Jean-Prost | 193m   |
| 25.01.1998 | GER Dieter Thoma       | 209m   |
| 01.03.2001 | AUT Andreas Widhölzl   | 216 m  |
| 07.02.2004 | NOR Roar Ljøkelsøy     | 223m   |
| 14.02.2009 | FIN Harri Olli         | 225,5m |
| 04.02.2017 | GER Andreas Wellinger  | 234,5m |
| 05.02.2017 | GER Andreas Wellinger  | 238m   |